# Бибакан
Бибакан (каз. Бибақан, до 1999 г. — Успеновка) — аул в Алакольском районе Жетысуской области Казахстана. Входит в состав Герасимовского сельского округа. Код КАТО — 193441200.

## Население
В 1999 году население аула составляло 439 человек (211 мужчин и 228 женщин). По данным переписи 2009 года, в ауле проживало 240 человек (114 мужчин и 126 женщин).